# Ludovico Barbo
Ludovico Barbo (Venezia, 1381 o 1382 – Venezia, 19 settembre 1443) è stato un abate e vescovo cattolico italiano, fautore della riforma benedettina del primo Quattrocento.

## Biografia

### Priore di San Giorgio in Alga
Nacque da Marco Barbo e da una Cappello di cui non si conosce il nome. Iniziò la carriera ecclesiastica come semplice chierico, ma già nel 1397, favorito dalle conoscenze dei familiari, papa Bonifacio IX gli conferiva in commenda il priorato di San Giorgio in Alga. Si trattava di un antico monastero localizzato su un'isola della laguna di Venezia, già benedettino e ora agostiniano; vi risiedevano solo due religiosi, ma poteva assicurare al suo titolare una rendita annua di 2000 fiorini d'oro.
Negli anni successivi il Barbo continuò a vivere in famiglia, dedicandosi agli studi. Inizialmente fu seguito privatamente da Damiano da Pola, quindi si iscrisse all'università di Bologna (e non a quella di Padova, come sostennero alcuni) per seguire le lezioni di diritto canonico.
Frattanto cominciò a crescere in lui la vocazione per la vita spirituale, grazie all'influenza del fratello Francesco. Quest'ultimo, ordinato sacerdote, aveva costituito un movimento di giovani consacrati alla vita ascetica comunitaria, seguendo l'esempio di Antonio Correr e Gabriele Condulmer. L'iniziativa aveva avuto un forte seguito, non solo a Venezia, e contava personalità come Marino Querini e Lorenzo Giustiniani. Il gruppo si riuniva inizialmente nel palazzo del Correr, ma in seguito aveva occupato il monastero di San Nicolò del Lido, abbandonato dai benedettini durante la guerra di Chioggia.
Lo stesso Barbo volle aderire all'iniziativa e offrì al gruppo il proprio priorato. Il pontefice accolse la sua proposta e nel 1404 incaricò il vescovo Angelo Barbarigo, cugino del Correr, di fondare la Congregazione di San Giorgio in Alga. Bonifacio, tuttavia, precisò che il priore del monastero e i due conversi che ancora vi risiedevano avrebbero dovuto rimanere nell'ordine eremitano. Risulta quindi che, nel periodo di poco precedente alla lettera papale, il Barbo avesse abbandonato clero secolare per abbracciare la regola di Sant'Agostino. Egli continuò a mantenere il priorato e a godere di un terzo delle rendite; formalmente, non fece mai parte della Congregazione, ma partecipò attivamente alla vita di quest'ultima, accrescendo rapidamente la sua fama.
Nel 1408 papa Gregorio XII incaricò lui, Stefano Mauroceno e Gabriele Condulmer (divenuto in quegli anni vescovo di Siena), di assegnare il priorato del monastero di Santa Maria delle Carceri a Giacomo di Tommaso Riza. Nello stesso anno il Senato veneziano lo propose quale vescovo di Candia.
Nell'ottobre dello stesso anno cominciò un lungo viaggio attraverso il Veneto per visitare le case fondate dai Canonici e altri istituti pii. Mentre si trovava a Verona, gli fu comunicata la nomina papale ad abate del monastero benedettino di San Cipriano di Murano; ma, troppo affezionato al fervore ascetico che gli garantiva l'ambiente di San Giorgio in Alga, rifiutò l'incarico.

### Abate di Santa Giustina
Nemmeno due mesi dopo veniva messo a capo dell'abbazia di Santa Giustina, a Padova; anche in questo caso tentò di sottrarsi alla nomina, ma le sue istanze furono respinte.
Dopo un'epoca di grande splendore, che l'aveva resa una delle più prestigiose istituzioni benedettine, Santa Giustina aveva sofferto le prepotenze dei Carraresi ed era gravemente decaduta. Dopo il passaggio della città alla Serenissima (1404) Gregorio XII aveva pensato di affidare il monastero ad Antonio Correr, il quale ne progettò il rinnovamento chiamandovi gli olivetani. Questa scelta non piacque ai tre benedettini neri rimasti che chiesero, attraverso l'appoggio delle casate padovane, l'aiuto del Senato veneziano. Il papa, per evitare la nascita di conflitti, ritirò il provvedimento; il problema di Santa Giustina rimaneva quindi aperto e, dopo lunghe consultazioni, Gabriele Condulmer (divenuto frattanto cardinale) propose il nome del Barbo.
Il 20 dicembre 1408 Gregorio emanò la lettera di nomina ma, come prevedibile, il Barbo tentò di opporsi. Alla fine, grazie anche alle persuasioni di Paolo Venier, abate di San Michele in Isola, accettò l'incarico. Così, nel gennaio 1409, si recò a Rimini, dove si trovava il pontefice, e dopo aver ottenuto da questi l'assicurazione che i monaci potessero in seguito eleggere da sé il proprio abate secondo lo spirito benedettino, il 3 febbraio, nella cattedrale, emise la nuova professione monastica e ricevette il titolo di abate dalle mani di Giovanni del Pozzo, vescovo di Città di Castello.
Il 12 febbraio, dopo una breve tappa a Venezia, giunse a Padova accompagnato da due camaldolesi di San Michele in Isola e da due canonici di San Giorgio in Alga; lo attendeva il fratello, che il giorno prima aveva preso possesso dell'abbazia in sua vece. Il 16 febbraio avvenne l'insediamento ufficiale.
Dopo aver messo mano alle questioni economiche più urgenti e ripristinata la clausura, il Barbo si dedicò subito alla riforma del cenobio, attraverso l'abolizione di quelle consuetudine che, nel tempo, avevano svilito l'originario spirito benedettino. Si occupò al contempo del reclutamento di monaci (ne giunsero due, Gioacchino da Pavia e Zeno da Verona), ma le nuove vocazioni faticarono ad arrivare. Solo il 23 marzo 1410 riuscì a imporre il saio a Paolo de Strata, giovane pavese che studiava all'ateneo patavino; a questo ne seguirono molti altri, perlopiù provenienti dall'ambiente universitario e quindi con un ottimo bagaglio culturale.

### La riforma benedettina
Nel 1419 l'abbazia contava già oltre cento monaci pieni di vivacità e fervore. Conscio che ristrutturazioni e ampliamenti avrebbero interrotto il flusso di vocazioni, il Barbo cominciò a trasferire i suoi uomini presso i monasteri rimasti abbandonati; vennero così riaperti i cenobi di San Fortunato a Bassano, di Santa Maria de Carupta a Verona, di San Giacomo sul monte di Grignano ancora a Verona. Altri si spinsero oltre i confini della Repubblica come a Genova, dove i Grimaldi offrirono loro la cappella di San Nicolò del Boschetto, a Pavia presso Santo Spirito e a Milano presso San Dionigi. Altri ancora raggiunsero quegli istituti ancora attivi ma che necessitavano di riforme: la Badia di Firenze, San Giorgio Maggiore a Venezia, i Santi Felice Fortunato di Ammiana. Si venne a formare quindi una rete di monasteri che, dopo aver accolto anche San Paolo fuori le mura e Montecassino, avrebbero costituito il nucleo del rinnovamento benedettino che caratterizzò il periodo seguente. In realtà l'entusiasmo dei monaci padovani si scontrò più volte con le comunità preesistenti che non intendevano perdere le proprie prerogative; molto spesso si arrivò al compromesso: i frati di Santa Giustina giungevano nei monasteri con un loro priore, in modo che potessero seguire i propri statuti senza scontrarsi con quelli della comunità che gli accoglieva.
Il successo di questa iniziativa fu così grande che alla fine il Barbo non fu più in grado di presiedere a tutte le comunità da solo. Così, il 10 gennaio 1419, papa Martino V costituitva di fatto una nuova congregazione, detta de unitate, che comprendeva inizialmente le abbazie di Santa Giustina di Padova, di Santa Maria di Firenze, di San Giorgio Maggiore di Venezia e dei Santi Felice e Fortunato di Ammiana. A capo di questa associazione fu posto un capitolo generale che nominava ogni anno quattro visitatori con potere esecutivo; ogni monastero, invece, eleggeva da sé il proprio abate, senza sottostare ad alcuna influenza esterna e senza alcun vincolo di sottomissione rispetto all'abate di Santa Giustina.
L'applicazione di questa riforma fu in realtà piuttosto problematica. Molti si opposero, in particolare, all'idea "democratica" sulla composizione del capitolo generale, composto non solo dagli abati ma anche da semplici conventuali, nonché alla composizione del "collegio dei definitori" (organo con compiti legislativi e di elezione delle cariche) che rpevedeva sette monaci ogni due abati. Questi contrasti portarono all'abbandono della congregazione da parte di alcuni monasteri (anche se solo temporaneamente), ma non influirono sulla diffusione del movimento.
Negli anni seguenti la congregazione subì una definitiva sistemazione, confermata da Gabriele Condulmer, divenuto papa con il nome di Eugenio IV, il 23 novembre 1432. Il provvedimento riformò la figura dell'abate, eletto non più dalle singole comunità ma dal capitolo generale e con incarico annuale e non vitalizio. Lo stesso perdeva il potere d nominare i priori, che passò anch'esso al capitolo generale, e il 20% delle rendite del monastero che prima gli spettava. In questo modo veniva ripristinata l'originaria concezione dell'abate, semplice moderatore e amministratore del cenobio, eliminando tutti quei privilegi introdotti durante il periodo feudale. In secondo luogo, veniva dato nuovo impulso all'ascetismo, riducendo il tempo che i monaci dedicavano all'officiatura liturgica. A questo scopo, il Barbo volle che i monaci riposassero, come nelle origini, in celle isolate e non in grandi camerate.
In segno di stima, in questo periodo Eugenio IV affidò al Barbo numerosi e prestigiosi incarichi. Il più importante e delicato fu quello di legato papale presso il concilio di Basilea. Tra il febbraio e l'aprile 1432 fu a Parma presso l'imperatore Sigismondo di Lussemburgo, che doveva mediare fra il papa e i padri conciliari. Nel gennaio 1433, con altri legati, raggiunse Basilea dove rimase sino a giugno; tornato presso il papa per riferire, nell'ottobre 1433 era di nuovo al concilio e rientrò definitivamente in Italia nel luglio 1434. L'azione del Barbo è nota solo a grandi linee, in quanto si svolse segretamente, lontano dal clamore dell'ufficialità; è chiaro, tuttavia, che il suo ruolo fu determinante, tant'è che anche in seguito godette del massimo favore di Eugenio.

### Vescovo di Treviso
Il 15 aprile 1437, morto il vescovo di Treviso Giovanni Benedetti, il papa chiamò il Barbo a succedergli. Ancora una volta l'abate cercò di rifiutare l'incarico, ma infine cedette, interpretando le insistenze del pontefice come volontà divina. Viene così smentita l'insinuazine di Poggio Bracciolini contenuta nel Contra hypocritas, secondo la quale il Barbo frequentava gli ambienti della Curia romana con lo scopo di ricavarne un lauto tornaconto.
Alle sue esitazioni si aggiunse il rammarico dei suoi monaci che nel capitolo generale di quell'anno lo nominarono definitore perpetuo.
In questa nuova veste il Barbo continuò a perseguire la sua politica riformatrice, applicandola ora al suo clero. In qualità di vescovo partecipò al concilio di Ferrara-Firenze (1437 - 1439), senza però assumere ruoli di rilievo. Non si dimenticò però della sua congregazione, per la quale redasse i due opuscoli De initiis Congregationis S. Iustinae de Padua e la Forma orationis et meditationis, composti tra il 1440 e il 1441.
Di lui ci restano anche diverse epistole, delle quali si cita quella scritta su ordine di Eugenio IV il 20 luglio 1439 in risposta ai monaci di San Benedetto di Valladolid che chiedevano alcune eccezioni alla regola.
Morì mentre si trovava nel monastero di San Giorgio Maggiore, ma i suoi monaci scelsero di traslarne la salma a Santa Giustina.